# Рошканій-де-Жос
Рошканій-де-Жос (рум. Roșcanii de Jos) — село у Резинському районі Молдови. Входить до складу комуни, адміністративним центром якої є село Гідулень.

## Населення
За даними перепису населення 2004 року у селі проживали 35 осіб.
Національний склад населення села:
| Національність | Кількість осіб | Відсоток |
| -------------- | -------------- | -------- |
| молдавани      | 32             | 91,4%    |
| українці       | 3              | 8,6%     |
| Всього         | 35             | 100%     |